# Yoshihide Nishikawa
Yoshihide Nishikawa (født 10. april 1978) er en tidligere japansk fodboldspiller.
Han har spillet for flere forskellige klubber i sin karriere, herunder Oita Trinita og Shonan Bellmare.